# TV8 Moselle-Est
Pour les articles homonymes, voir TV8.
TV8 Moselle-Est est une chaîne de télévision locale de service public située dans l'est de la France.
La structure est présidée par Jean-Claude Oster et dirigée par Roger Chevaleyrias. Elle a le soutien financier de deux collectivités locales : la Communauté d'agglomération de Forbach Porte de France et la Communauté de communes de Freyming-Merlebach avec lesquelles elle a établi des Contrats d'Objectifs et de Moyens la dotant de missions de service public pour l'information des citoyens.
La diffusion sur le câble de ses programmes est conventionnée par le Conseil Supérieur de l'Audiovisuel.
TV8 Moselle-Est est membre :
- de TLSP : l'Union des Télévisions Locales de Service Public.
- du G.I.E. Lorraine Télévisions, groupement qui rassemble les télévisions locales de service public de Lorraine.

## Histoire de la chaîne
En septembre 1998, le district de Freyming-Merlebach commande une étude de faisabilité de télévision locale à l'échelle du district. Un an plus tard, en octobre 1999, l'association de Gestion de la Télévision Locale du District de Freyming-Merlebach voit le jour. Elle éditera le service de télévision de proximité TV Energie qui commence ses émissions le 20 février 2000.
En janvier 1999, le conseil municipal de Forbach lance une étude de faisabilité de télévision locale à réaliser en partenariat avec les communes de Behren-lès-Forbach, Bousbach, Morsbach, Œting et Rosbruck qui sont câblées à partir de la même tête de réseau. Les conseils municipaux de ces communes suivent les conclusions de l'étude et décident de la création d'une chaîne de télévision de proximité. L'association Pôle Multimédia Moselle-Est est créée et sera l'éditeur du service local de télévision qui prendra le nom de TV8. Le démarrage des émissions a lieu le 25 octobre 1999 et la chaîne est diffusée sur le territoire des six communes.
TV8 et TV Energie signent une convention de coopération le 1er janvier 2006. La chaîne est alors coéditée par deux structures juridiques distinctes, avec du personnel réparti dur deux sites : celui de Forbach (174c, rue Nationale) et celui de Freyming-Merlebach (MCF 21, rue de la croix). Francis Brabant devient le directeur des deux structures. Le 4 septembre 2006, sous le nom de TV8 Moselle-Est, un seul programme est diffusé sur l'ensemble des deux réseaux.[réf. nécessaire]
En juin 2010, après 4 ans de fonctionnement en partenariat, les assemblées générales des deux structures proposent un plan de développement qui repose sur une fusion des deux structures en une seule nouvelle entité qui portera le nom de TV8 Moselle-Est, un regroupement des deux sites en un site unique et un élargissement de la zone de diffusion sur la totalité du territoire de la Communauté d'agglomération de Forbach et de la Communauté de communes de Freyming-Merlebach. S'ensuit une longue période de travaux préparatoires juridiques, techniques, politiques et financiers :
- 26 mai 2011 : le conseil communautaire de la Communauté de communes de Freyming-Merlebach adopte le projet de télévision intercommunautaire.
- Septembre 2011 : le conseil communautaire de la Communauté d'agglomération de Forbach adopte le projet de télévision intercommunautaire.
- 28 septembre 2011 : l'Assemblée Générale Constitutive de TV8 Moselle-Est signe les débuts de la nouvelle association appelée à reprendre le personnel et les activités des deux anciennes structures. L'association est présidée par Jean-Claude Oster et dirigée par Francis Brabant.
- 31 décembre 2011 : la dissolution des deux anciennes structures est prononcée. Elles cèdent leurs actifs à TV8 Moselle-Est.

Le 1er janvier 2012, la nouvelle association TV8 Moselle-Est démarre ses activités en ayant repris la totalité du personnel des anciennes structures. Elle s'installe dans ses nouveaux locaux du 9 avenue Saint-Rémy à Forbach.
La chaîne TV8 Moselle-Est a été lancée sur Orange TV en Lorraine le 1er octobre 2013, suivie par son intégration au bouquet SFR au cours du premier semestre 2014.
Depuis le 1er novembre 2013, TV8 Moselle-Est est dirigée par Roger Chevaleyrias.

## Diffusion
Jusqu'à fin 2012, la diffusion des programmes se fait uniquement en analogique sur le câble à partir des têtes de réseau de Forbach et de Seingbouse.
L'élargissement de la zone de diffusion a été pendant un temps envisagée en utilisant l'émetteur TDF de Forbach-Creutzberg pour une diffusion TNT. Cependant lors du déploiement de la diffusion hertzienne numérique, le Conseil Supérieur de l'Audiovisuel, confronté à une pénurie de fréquences en zone frontalière, a couplé en isofréquence les émetteurs de Forbach, Metz, Thionville et Verdun, ne mettant à disposition des télévisions locales qu'un seul canal R1. C'est Mirabelle TV qui a hérité de ce canal.
Quelque temps plus tard, le déploiement de la fibre optique à l'initiative du Conseil Général de la Moselle, rendait possible une autre solution de diffusion, en reliant au studio de TV8 Moselle-Est les têtes de réseau installées sur ce territoire. Parce qu'il est en zone frontalière et situé sur un relief vallonné, le territoire est mal desservi par les relais hertziens, ce qui a très tôt amené un certain nombre de collectivités à déployer des réseaux câblés. C'est ainsi que pas moins de 11 têtes de réseau ont maillé le territoire, gérées par des régies ou des opérateurs privés.[réf. nécessaire]
La chaîne est diffusée :  
- sur le canal 385 de la TV d'Orange,
- sur le canal 354 du bouquet Bbox,
- sur le canal 513 du bouquet SFR TV,
- sur le canal 906 du bouquet Freebox TV,[5]
- sur le canal 393 du bouquet Numericable,
- sur le canal 83 des bouquets Fibreso, Fibragglo et Enes.

Les émissions en VàD (vidéo à la demande) sont également visibles sur le site de la chaîne.